# Mswati III
Mswati III, född Makhosetive Dlamini 19 april 1968 i Manzini, är Eswatinis kung sedan 1986. Han är son till kung Sobhuza II och dennes hustru, Ntombi Thwala.

## Biografi
När hans far avled 1982 var Mswati endast 14 år gammal. Under de följande fyra åren styrdes landet först av en kvinnlig släkting och sedan av Mswatis mor, medan han själv fullföljde sina studier i Storbritannien.
Mswati kröntes till kung 25 april 1986. I enlighet med landets författning, som säger att Swaziland är en "dubbelmonarki" styr han landet tillsammans med sin mor, som är biträdande statsöverhuvud och bär titeln "Ndlovukazi" (sv: stor elefanthona). 
Kungen är i Swaziland oerhört djupt respekterad, även bland dem som kritiserar hur han sköter landet. En hel del folktro är uppbyggd kring honom. Bland annat anser en del att kungen i princip kan styra över vädret. Det sägs också att om han går förbi någon och ser på personen i fråga, så kommer personen att följas av tur och lycka.
Mswati lever förhållandevis upphöjt och avskilt från folket, till skillnad från till exempel sin far som ofta syntes bland och umgicks med vanligt folk. Däremot är det lättare för folket att få möta Ndlovukazi.
Mswati III har 16 fruar och 45 barn. Drottning är LaMatsebula, med vilken han har två söner:  prins Sicalo och prins Maveletiveni. 
Enligt traditionen väljer han hustru vid den så kallade Reed Dance-ceremonin, och då den som har de vackraste brösten. Endast de som har fött en son räknas som "riktig" hustru, de andra betraktas enbart som fästmör.
Då Mswati är känd för sin slösaktighet och polygami anses han av en del vara en av Afrikas mest korrupta ledare och kontinentens siste autokratiske ledare. 
När Mswati III tillträdde tronen blev han med sina 18 år och 6 dagar världens yngste regerande kung.

## Hustrur och barn
- (1) LaMatsebula
  - Prins Sicalo
  - Prins Maveletiveni

- (2) LaMotsa
  - Prins Majahonkhe
  - Prins Buhlebenkhosi
  - Prins Lusuku

- (3) LaMbikiza
  - Prinsessan Sikhanyiso Dlamini
  - Prins Lindani Dlamini
  - Prins Makhosini "Omari" Dlamini

- (4) LaNgangaza
  - Prinsessan Temaswati Dlamini
  - Prinsessan Tiyandza Dlamini
  - Prinsessan Tebukhosi Dlamini

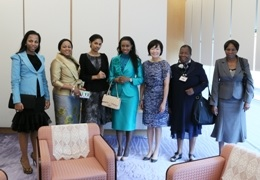
Några av Mswati III:s hustruar träffar Akie Abe, hustru till den japanska premiärministern, i juli 2013.

  - Prinsessan Wesive Mazwezulu Dlamini

- (5) Putsoana Hwala
  - Prins Bandzile
  - Prinsessan Temashayina Sibahle

- (6) Delisa Magwaza
  - Prinsessan Temtsimba Dlamini
  - Prinsessan Sakhizwe Dlamini

- (7) LaMasango
  - Prinsessan Sentelweyinkhosi
  - Prinsessan Sibusisezweni

- (8) LaGija
  - Prinsessan Nkhosiyenzile

- (9) LaMagongo
  - Prins Mcwasho

- (10) LaMahlangu
  - Prins Saziwangaye
  - Prinsessan Lomabheka

- (11) LaNtentesa
  - Prinsessan Sabusiswa Dlamini

- (12) LaDube
  - Prinsessan Makhosothando
  - Prins Betive
  - Prinsessan Mahemalanini Temave

- (13) LaNkambule
  - Prinsessan Sihlalosemusa Buhlebetive
  - Prinsessan Nikudumo Dlamini
  - Prinsessan Mphilwenhle Dlamini
  - Prins Mehluli Dlamini
  - Prinsessan Mpandzese
  - Prinsessan Lomchele

- (14) LaFogiyane
  - Prinsessan Ntsandvweni
  - Prinsessan Nolikhwa

- (15) LaMashwama
  - Prins Mkhandlowenkhosi

- (16) Nomcebo Zuma